# 蜘蛛人：驚奇再起
《蜘蛛人：驚奇再起》（英語：The Amazing Spider-Man），是一部於2012年上映的美國超級英雄電影，改編自漫威漫畫旗下的同名超級英雄角色蜘蛛人。本片由哥倫比亞電影公司和漫威娛樂共同製作，並由索尼影視娛樂負責發行。本片由馬克·韋布執導，並由詹姆斯·范德比爾特、阿尔文·萨金特和史蒂夫·克罗夫斯共同撰寫劇本。本片為一部重啟的蜘蛛人系列電影，亦是蜘蛛人系列的第四部院線電影，由安德魯·加菲爾德、艾瑪·史東、瑞斯·伊凡斯、丹尼斯·利瑞、坎貝爾·史考特、伊凡·卡漢、馬田·辛和莎莉·菲爾德主演。

## 劇情
彼得·帕克七歲時在家中捉迷藏，發現父親理查德·帕克的私人工作室遭竊，導致理查德極為緊張，清除所有研究資料後收拾包裹，將彼得寄放在哥哥班·帕克和其妻子梅家中後一去不回，然而沒過幾天，理查德夫婦雙雙死於墜機意外。十年後，彼得在中城高中就讀，某天整理家中地下室時發現他父親的隨身公事包，找到一張父親在奧氏企業跟一名獨臂男人的照片，以及被父親封為機密的檔案夾。彼得得知獨臂男人的身份為奧氏企業基因工程博士柯特·康納斯。彼得溜進企業大樓試圖見康納斯，希望能問出關於父親的事情，卻巧遇他的同學兼康納斯的私人助理關·史黛西。彼得偷偷進入秘密研究中心的基因改造蜘蛛培育區，一隻變種蜘蛛掉落於他身上且咬下一口，讓彼得身體裡出現一股跟蜘蛛相似的強大力量、速度和敏捷力。
讀完父親的檔案以及康納斯的科學論書後，彼得親自拜訪康納斯，並將他父親文件上的「衰變率演算法」寫給他。康納斯發現公式可能會完成他的理論，便邀請彼得來到奧氏企業合作，透過演算法而將蜥蜴的斷肢再生基因成功合成制出藥體。彼得由於顧著項目而忘記去接梅回家，遭到班的責罵與遷就離開已久的父親後負氣出走，當他走進一家便利店時，目睹一位戴墨鏡的搶劫犯搶錢。彼得為了報複態度蠻橫的店主而選擇置之不理，但班這時出來尋找彼得剛好出現在街角，為了阻止搶劫犯而不幸中槍身亡，這讓彼得陷入無盡的悔恨，只能夠藉由班叔留的語音留言弔念他。通過搶劫犯左手臂上的星星紋身，彼得開始活用能力在紐約各處尋找那名搶劫犯卻一無所獲。一晚，彼得從屋頂掉進一個荒廢拳擊場時，透過一個蒙面選手海報萌發他的英雄身份「蜘蛛人」。
彼得隨後訂購很多高科技産品，包括防護緊身衣與負責拉動飛機的高級鋼力黏著線，幾個月下來化身蜘蛛人尋找搶劫犯，也順便幫警察捕獲一些犯罪分子，但警察卻將他一同視為罪犯，由關的父親兼紐約市警察隊長喬治·史黛西擔任搜捕蜘蛛人的總指揮。康納斯雖然完善藥劑，但他的上司拉傑特·拉塔急切想將藥劑作為拯救老闆諾曼·奧斯朋的良藥，迫使康納斯對自己注射藥物進行實驗，最後成功長出右臂。但藥物卻自行產生副作用，使康納斯開始變異成一頭類人蜥蜴，跑到威廉斯堡大橋上襲擊在橋上的拉塔。與此同時，彼得受到關的邀請而去她家吃晚飯，偷偷向她表露自己的真實身份，當康納斯在橋上大肆破壞，將拉塔乘坐的汽車直接扔下橋時，彼得及時趕到而將所有掉下去的汽車全部用蜘蛛絲吊起，將困在車裡的一個小孩救上來。
康納斯躲入下水道後因藥效消失而恢復人形，彼得回到公司時發現一隻實驗白老鼠也因藥物作用變成一只蜥蜴，打算向警察舉報卻不被喬治相信。彼得為了搜集證據，一人爬入下水道深處，決定設陷阱去拍攝蜥蜴的照片，跟剛好變成蜥蜴人的康納斯正面交鋒，負傷之下被迫逃跑，康納斯也透過彼得黏在牆上的照相機姓名發現彼得就是蜘蛛人。為了避免彼得干預他的計畫，康納斯於隔天早上爬進中城高中與彼得正面交鋒，兩者在不分上下後，警察趕到使得康納斯逃回下水道。彼得一路跟到下水道裡找到康納斯的地下藏身處，從他電腦上保留的自白影片和桌上圖紙得知，康納斯計畫在奧氏企業頂樓通過氣體擴散裝置來擴散藥物，將紐約乃至全世界的人類轉變成蜥蜴人。當時注射大量藥物的康納斯釋放一部分氣體到大街上造成騷亂，讓追捕的警察同样受感染。
關迅速回公司透過康納斯的文件著手製出攻克蜥蜴藥劑的解藥，彼得趕往奧氏企業大樓的過程中遭到喬治率領的警隊圍捕，最後被電擊器械捕獲。喬治摘下他的面罩發現他是彼得後，得知關還在公司裡而決定放走他。過程中被擊傷腿部的彼得發現他無法及時趕去企業大樓時，但在橋上被蜘蛛人救過兒子的建築工人決定報恩，號召街道上所有起重機為他開路，讓彼得利用起重機進行蜘蛛絲飛行以加快速度。康納斯在鐵塔上啓動裝置限時兩分鐘發射，彼得趕到跟他正面交鋒時幾近被打死。喬治帶著關交給他的解藥上來一同支援，用散彈槍打斷並釋放液氮管道，讓康納斯暫時被制伏。然而，液氮剛好用完而讓康納斯脫身，長回利爪後將喬治嚴重刺傷。彼得及時安裝上解藥發射至空中擴散至全市，讓康納斯與其他感染者恢復人形。
當受損的鐵塔倒塌時，恢復人性的康納斯及時向彼得伸出援手，重傷臨死的喬治對彼得表示先前誤解的歉意後，讓彼得發誓「永遠不要再牽扯關」後死去。隨著康納斯被逮捕，英勇犧牲的喬治被安葬，彼得只能忍痛與關保持距離來兌現承諾；即使如此，彼得和關兩人的心裡仍然在意對方。當康納斯入獄後，一名神秘老人突然出現在他的牢房，質問康納斯是否已經將彼得的父親理查德死亡的「真相」告知彼得。康納斯回答沒有且威脅對方不准對彼得出手後，老人聲言自己會姑且先放任他後消失無蹤。

## 演員
| 演員                            | 角色                                                | 附註 |
| 安德魯·加菲爾德 Andrew Garfield | 「蜘蛛人」彼得·帕克 Spider-Man / Peter Parker       | 一名居住於紐約市的高中生，某次被一隻放射性蜘蛛咬傷後得到蜘蛛般的超能力，開始化身成超級英雄「蜘蛛人」懲奸鬥惡。 |
| 艾瑪·史東 Emma Stone            | 關·史黛西 Gwen Stacy                                | 彼得的初戀女友，知道彼得的英雄身份，也非常擔心彼得在外的行動。                                                 |
| 瑞斯·伊凡斯 Rhys Ifans          | 「蜥蜴人」柯特·康納斯 The Lizard / Dr. Curt Connors | 奧氏企業的科學部門主管，彼得與關的科學教授，因從小失去右臂而希望得到蜥蜴的基因。                               |
| 馬丁·辛 Martin Sheen            | 班·帕克 Ben Parker                                  | 彼得的叔叔，把彼得當成親生兒子，後來死于槍擊。                                                                 |
| 莎莉·菲爾德 Sally Field         | 梅·帕克 May Parker                                  | 彼得的嬸嬸，把彼得當成親生兒子。                                                                               |
| 丹尼斯·利瑞 Denis Leary         | 喬治·史黛西 George Stacy                            | 關的父親，紐約市警察局的局長，一心想逮捕蜘蛛人。在電影的最後為了拯救彼得而壯烈犧牲。                           |
| 坎貝爾·史考特 Campbell Scott    | 理查德·帕克 Richard Parker                          | 彼得的父親，在十年前與彼得分離，掌握奧氏企業的重要秘密。                                                       |
| 克里斯·澤爾卡 Chris Zylka       | 閃電·湯普森 Flash Thompson                          | 公子哥，學校裡的恶霸，經常欺負彼得。                                                                           |
| 斯坦·李 Stan Lee                | 图书馆管理员                                        | |

## 制作
2010年12月6日，本片于洛杉矶开拍。拍摄共计90天，大多场景是在洛杉矶拍的，其中有两周是在纽约市拍摄的。
后期特效由索尼图形图像运作公司在温哥华负责制作。

## 經典台詞
|           | 秘密是有代價的，它們不會毫無價值！ |
| ——梅·帕克 |                                    |

|             | 是我創造了它，所以我必須阻止他。 |
| ——彼得·帕克 |                                  |

|           | 如果你能為其他人做好事，你就有義務做好事！這攸關重要，不是你的選擇，而是責任！ |
| ——班·帕克 |                                                                                |

|               | 我耗費了我一生的精力去試圖利用科學創造出一個沒有缺陷、沒有拋棄的世界；我致力於讓人類變得更強大，但這根本是癡心妄想，因為人類是一群弱小、可悲、意志薄弱的生物。為什麽我們一定要在可以進化為更加強大的生物時選擇去做一個人類？更強、更快、更聰明，這就是我給你們的禮物！ |
| ——柯特·康納斯 | |

## 評價

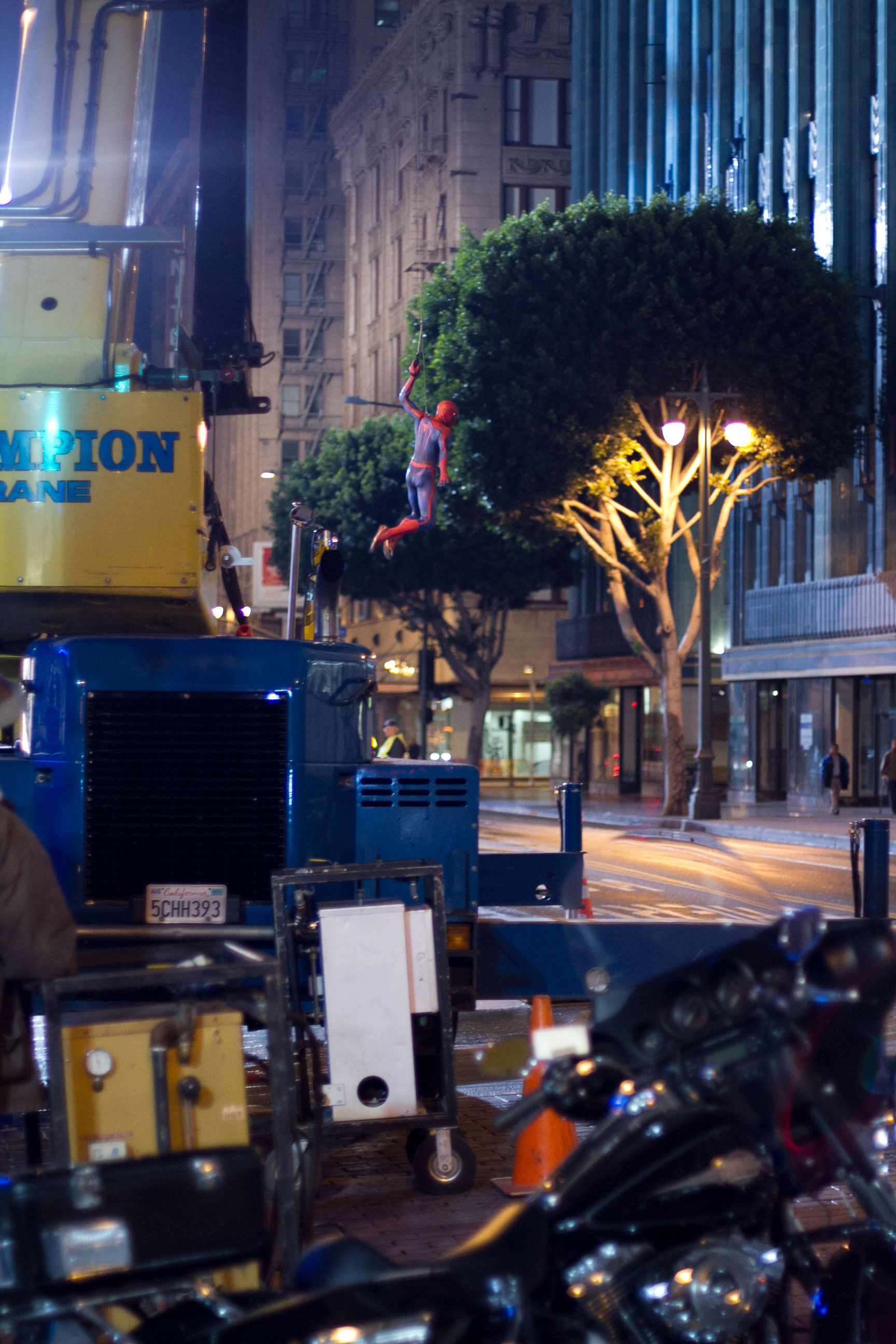
蜘蛛人的替身在鬧市中拍攝廣告。

爛番茄網站上對這部電影的專業評價為72分，在301條專業評論中，218條專業評論認為這部片好，83條專業評論認為這部片不好，所以平均評分為  6.7/10 ，觀眾的評價則是77分，在812112位爛番茄的用戶發表的評論中，平均評分為 3.9/5  。

## 票房
美国首周末三天收获6500万美圆，名列第一位。次周末收获3500万次于《冰原歷險記4》名列第二，累计2.009亿。
中国大陸方面，虽然上映首周的票房达到3330万美元，然有媒体报道称《超凡蜘蛛侠》在中国仅有十天的上映时间，之后将因份额不足被从各大影院下架，引起影迷质疑。最终成绩为3.09亿人民币。
香港方面，上映三天後已經獲得了$20,785,763的票房收入，比其他上映的電影相差10倍之多。次周以24,661,291的成绩蝉联冠军。截至2012年7月17日，電影已經超越《蜘蛛俠3》所錄得的7,202,197美元最高票房，成為全年票房亞軍。
台灣方面，首週三天票房為新台幣8759萬元；次週票房累計至新台幣1.81億元；第三週票房累計至新台幣2.3億元；最終全台票房為新台幣2.56億元。
| 上一届： 《泰迪熊》      | 2012年美國週末票房冠軍 第27周     | 下一届： 《冰原歷險記4》 |
| 上一届： 《車手》        | 2012年香港一週票房冠軍 第26-27週  | 下一届： 《冰原歷險記4》 |
| 上一届： 《3D舞力對決2》 | 2012年台北週末票房冠軍 第26週     | 下一届： 《熊麻吉》      |
| 上一届： 《消失的子彈》  | 2012年中国内地一周票房冠军 第35周 | 下一届： 《浴血任務2》   |

## 提名與獲獎
| 獎項                  | 類別                                                            | 被提名                                                                                            | 結果 |
| --------------------- | --------------------------------------------------------------- | ------------------------------------------------------------------------------------------------- | ---- |
| 安妮獎                | Best Animated Effects in a Live Action Production               | Stephen Marshall, Joseph Pepper, Dustin Wicke                                                     | 提名 |
| 安妮獎                | Best Character Animation in a Live Action Production            | Mike Beaulieu, Roger Vizard, Atushi Sato, Jackie Koehler, Derek Esparza, Richard Smith, Max Tyrie | 提名 |
| Golden Trailer Awards | Best Motion/Title Graphics                                      | "Domestic Trailer 2"                                                                              | 提名 |
| 青少年票選獎          | Choice Summer Movie: Action                                     |                                                                                                   | 提名 |
| 青少年票選獎          | Choice Movie Villain                                            | Rhys Ifans                                                                                        | 提名 |
| 青少年票選獎          | Choice Summer Movie Star: Male                                  | 安德魯·加菲爾德                                                                                   | 提名 |
| 青少年票選獎          | Choice Summer Movie Star: Female                                | 艾瑪·史東                                                                                         | 提名 |
| 全美民選獎            | 最受歡迎電影                                                    |                                                                                                   | 提名 |
| 全美民選獎            | Favorite Action Movie                                           |                                                                                                   | 提名 |
| 全美民選獎            | 最受歡迎賣座電影                                                |                                                                                                   | 提名 |
| 全美民選獎            | 最受歡迎女演員                                                  | 艾瑪·史東                                                                                         | 提名 |
| 全美民選獎            | 最受歡迎電影超級英雄                                            | 安德魯·加菲爾德 - 蜘蛛人                                                                          | 提名 |
| 全美民選獎            | 最受歡迎銀幕情侶組合                                            | 安德魯·加菲爾德 和 艾瑪·史東                                                                      | 提名 |
| 全美民選獎            | 最受歡迎銀幕英雄角色                                            | 艾瑪·史東                                                                                         | 提名 |
| 美國演員工會獎        | Outstanding Performance by a Stunt Ensemble in a Motion Picture |                                                                                                   | 提名 |